# Dead rubber
Dead rubber è un termine usato nel gergo sportivo per descrivere una partita in una serie di play-off dove il risultato della serie è già stato deciso da partite precedenti. La partita di dead rubber non ha quindi alcun effetto nel determinare il vincitore o perdente della serie, a parte il numero totale di partite vinte e perse.
Il termine viene utilizzato in Coppa Davis e Fed Cup di tennis, così come nel cricket internazionale, nell'hockey su prato, nella Coppa del Mondo FIFA, nella UEFA Champions League e nella Coppa del Mondo di rugby.
Ad esempio, in una serie di Coppa Davis, ogni coppia di paesi concorrenti gioca cinque partite (rubbers) in cui il vincitore viene deciso in base al migliore dei cinque. Una volta che una squadra ha raggiunto le tre vittorie, la o le partite rimanenti sono considerate dead rubbers. L'ultima revisione delle politiche di competizione sulle dead rubbers è del 2011.
Altro caso emblematico di dead rubber fu quello accaduto durante il torneo olimpico di doppio femminile di badminton di Londra 2012, in cui quattro coppie di giocatrici (2 del gruppo A e 2 del gruppo C), dopo aver vinto i loro incontri nelle prime due giornate della fase a gironi e quindi aver raggiunto l'obiettivo della qualificazione ai quarti di finale, vennero squalificate in quanto avevano intenzionalmente cercato di perdere i loro incontri diretti nell'ultima giornata della fase a gironi per ottenere un miglior accoppiamento nella fase ad eliminazione diretta.
Poiché il risultato di una dead rubber non ha alcun impatto nel determinare il vincitore di una serie, le dead rubbers sono tipicamente giocate in un'atmosfera meno intensa, spesso permettendo alla squadra che ha perso la serie di ottenere la vittoria di una partita. A volte, ai giocatori di seconda linea che non hanno giocato molte partite in competizioni di alto livello viene data la possibilità di giocare una dead rubber per acquisire esperienza. Questa pratica rende meno probabile il completamento di una serie.